# Kanton Le Malesherbois
Der Kanton Le Malesherbois ist seit 1790 ein französischer Wahlkreis im Arrondissement Pithiviers, im Département Loiret und in der Region Centre-Val de Loire; sein Hauptort ist Le Malesherbois.

## Geschichte
Der Kanton Le Malesherbois gehörte seit dem Jahr 1800 zum Arrondissement Pithiviers. Die Verwaltungsreform von 1926 hat das Arrondissement Pithiviers aufgelöst und den Kanton dem Arrondissement Orléans zugeschlagen. Die Verwaltungsreform von 1942 machte diese Entscheidung rückgängig. Im Zuge der Gebietsreform 2015 erhöhte sich die Anzahl der Gemeinden von 17 auf 55.
Anlässlich der Gründung der Commune nouvelle Le Malesherbois erfolgte die Umbenennung des Kantons von vormals Kanton Malesherbes zum aktuellen Namen per Dekret vom 24. Februar 2021.

## Gemeinden
Der Kanton besteht aus 49 Gemeinden mit insgesamt 36.641 Einwohnern (Stand: 1. Januar 2022) auf einer Gesamtfläche von 692,13 km²:
| Gemeinde                | Einwohner 1. Januar 2022 | Fläche km² | Dichte Einw./km² | Code INSEE | Postleitzahl |
| ----------------------- | ------------------------ | ---------- | ---------------- | ---------- | ------------ |
| Ascoux                  | 1.070                    | 6,75       | 159              | 45010      | 45300        |
| Augerville-la-Rivière   | 216                      | 4,03       | 54               | 45013      | 45330        |
| Aulnay-la-Rivière       | 505                      | 16,14      | 31               | 45014      | 45390        |
| Auxy                    | 954                      | 20,28      | 47               | 45018      | 45340        |
| Barville-en-Gâtinais    | 299                      | 10,29      | 29               | 45021      | 45340        |
| Batilly-en-Gâtinais     | 447                      | 10,32      | 43               | 45022      | 45340        |
| Beaune-la-Rolande       | 1.991                    | 20,55      | 97               | 45030      | 45340        |
| Boësses                 | 379                      | 13,13      | 29               | 45033      | 45390        |
| Boiscommun              | 1.142                    | 16,06      | 71               | 45035      | 45340        |
| Bondaroy                | 414                      | 6,94       | 60               | 45038      | 45300        |
| Bordeaux-en-Gâtinais    | 107                      | 9,46       | 11               | 45041      | 45340        |
| Bouilly-en-Gâtinais     | 307                      | 15,96      | 19               | 45045      | 45300        |
| Bouzonville-aux-Bois    | 419                      | 7,54       | 56               | 45047      | 45300        |
| Boynes                  | 1.323                    | 15,43      | 86               | 45050      | 45300        |
| Briarres-sur-Essonne    | 526                      | 8,23       | 64               | 45054      | 45390        |
| Bromeilles              | 321                      | 14,75      | 22               | 45056      | 45390        |
| Chambon-la-Forêt        | 961                      | 17,16      | 56               | 45069      | 45340        |
| Chilleurs-aux-Bois      | 2.103                    | 52,22      | 40               | 45095      | 45170        |
| Courcelles-le-Roi       | 318                      | 6,30       | 50               | 45110      | 45300        |
| Courcy-aux-Loges        | 453                      | 20,90      | 22               | 45111      | 45300        |
| Desmonts                | 171                      | 4,76       | 36               | 45124      | 45390        |
| Dimancheville           | 107                      | 2,35       | 46               | 45125      | 45390        |
| Échilleuses             | 387                      | 12,43      | 31               | 45131      | 45390        |
| Égry                    | 356                      | 7,39       | 48               | 45132      | 45340        |
| Escrennes               | 711                      | 11,55      | 62               | 45137      | 45300        |
| Estouy                  | 512                      | 18,07      | 28               | 45139      | 45300        |
| Gaubertin               | 251                      | 7,29       | 34               | 45151      | 45340        |
| Givraines               | 420                      | 11,26      | 37               | 45157      | 45300        |
| Grangermont             | 177                      | 3,93       | 45               | 45159      | 45390        |
| Juranville              | 435                      | 15,23      | 29               | 45176      | 45340        |
| Laas                    | 241                      | 6,60       | 37               | 45177      | 45300        |
| La Neuville-sur-Essonne | 345                      | 9,19       | 38               | 45225      | 45390        |
| Lorcy                   | 589                      | 16,75      | 35               | 45186      | 45490        |
| Le Malesherbois         | 8.022                    | 85,04      | 94               | 45191      | 45300, 45330 |
| Mareau-aux-Bois         | 565                      | 11,61      | 49               | 45195      | 45300        |
| Marsainvilliers         | 313                      | 10,82      | 29               | 45198      | 45300        |
| Montbarrois             | 297                      | 6,01       | 49               | 45209      | 45340        |
| Montliard               | 230                      | 8,99       | 26               | 45215      | 45340        |
| Nancray-sur-Rimarde     | 571                      | 11,58      | 49               | 45220      | 45340        |
| Nibelle                 | 1.176                    | 27,18      | 43               | 45228      | 45340        |
| Ondreville-sur-Essonne  | 403                      | 6,57       | 61               | 45233      | 45390        |
| Orville                 | 129                      | 7,19       | 18               | 45237      | 45390        |
| Puiseaux                | 3.336                    | 20,32      | 164              | 45258      | 45390        |
| Ramoulu                 | 246                      | 11,96      | 21               | 45260      | 45300        |
| Saint-Loup-des-Vignes   | 391                      | 8,86       | 44               | 45288      | 45340        |
| Saint-Michel            | 149                      | 5,14       | 29               | 45294      | 45340        |
| Santeau                 | 393                      | 8,71       | 45               | 45301      | 45170        |
| Vrigny                  | 797                      | 16,14      | 49               | 45347      | 45300        |
| Yèvre-la-Ville          | 666                      | 26,77      | 25               | 45348      | 45300        |
| Kanton Le Malesherbois  | 36.641                   | 692,13     | 53               | 4509       | –            |

Bis zur landesweiten Neugliederung der Kantone 2017 bestand der Kanton Malesherbes aus den 17 Gemeinden Audeville, Labrosse, Césarville-Dossainville, Coudray, Engenville, Intville-la-Guétard, Mainvilliers, Malesherbes, Manchecourt, Morville-en-Beauce, Nangeville, Orveau-Bellesauve, Pannecières, Ramoulu, Rouvres-Saint-Jean, Sermaises und Thignonville. Sein Zuschnitt entsprach einer Fläche von 210 km2. Er besaß vor 2015 den INSEE-Code 4517.

## Änderungen im Gemeindebestand seit 2015
2016: Fusion Coudray, Labrosse, Mainvilliers, Malesherbes, Manchecourt, Nangeville und Orveau-Bellesauve → Le Malesherbois